# The Faith Healer (film 1911)
The Faith Healer è un cortometraggio muto del 1911 diretto da Bert Haldane.

## Trama
Un guaritore cura un bambino gravemente ammalato quando il medico abbandona ogni speranza di guarirlo.

## Produzione
Il film fu prodotto dalla Hepworth.

## Distribuzione
Distribuito dalla Hepworth, il film - un cortometraggio di 129,54 metri - uscì nelle sale cinematografiche britanniche nel febbraio 1911.
Si conoscono pochi dati del film che, prodotto dalla Hepworth, fu distrutto nel 1924 dallo stesso produttore, Cecil M. Hepworth. Fallito e in gravissime difficoltà finanziarie, il produttore pensò in questo modo di poter almeno recuperare il nitrato d'argento della pellicola.